# Longhai
Longhai (龙海市S, LónghǎiP) è una città-contea della Cina, situata nella provincia del Fujian.